# Райдужний (станція швидкісного трамвая)
«Ра́йдужний» (до 2024 — «Троєщина-2») — кінцева станція Лівобережної лінії швидкісного трамвая в Києві, розташована після станції «Романа Шухевича». Станція отримала назву однойменного залізничного пункту.
Станція знаходиться на естакаді розворотного кільця швидкісного трамвая та має прямий перехід через будівлю пункту пропуску до зупинного пункту «Райдужний» кільцевої електрички. Також станція обладнана сходами та пандусом, що ведуть до однойменної автобусної зупинки, розташованої під естакадою.

## Історія
Станція «Троєщина-2» була відкрита 25 жовтня 2012 року в рамках продовження лінії швидкісного трамвая до зупинки міської електрички «Райдужний». 
18 січня 2024 року Київська міська рада перейменувала станцію швидкісного трамвая «Троєщина-2» на станцію «Райдужний».
1 серпня 2025 року на станції завершилося спорудження і було відкрито для користування новий вихід. Він складається зі сходів та пандуса, що ведуть до зупинки громадського транспорту «Станція Райдужний».